# Эксперимент Лэндиса
Эксперимент Лэндиса — цикл психологических экспериментов, также имеющий название Спонтанные выражения лиц и подчинённость, проведённые психологом Карини Лэндисом. Цикл был проведен в одном из университетов Миннесоты в 1924 году.

## Цель
Целью эксперимента являлось выявление общих закономерностей работы групп лицевых мышц, отвечающих за выражение эмоций и поиск мимики, которая характерна для данных эмоций.

## Процедура эксперимента
В качестве испытуемых выступали студенты Карини Лэндиса. Для более четких результатов на лицах студентов были нарисованы линии. Далее учёный вызывал эмоции у испытуемых различными способами: студенты слушали джаз, нюхали аммиак, трогали живых жаб. Когда эмоции были получены, Карини Лэндис запечатлевал их. Самой неприятной частью эксперимента являлся финал, когда участникам было необходимо отрезать головы живым крысам. Многие из участников согласились. «Они пытались сделать все как можно быстрее, но в результате обезглавливание крысы превращалось в трудную и долгую работу». — Лэндис.

## Итог
В результате эксперимента Карини не обнаружил никакой закономерности в выражениях лиц, но психологами было получено подтверждение того, что люди легко подчиняются авторитету и готовы сделать то, что никогда не сделали бы по собственному желанию.

## Критика
Эксперимент был подвержен критике со стороны общественности по причине жесткого обращения с животными.
Цель эксперимента была не достигнута. Эксперимент считается не удавшимся.